# 特尔莫尔灯塔
特尔莫尔灯塔（Tŵr Mawr Lighthouse）是位于威尔士安格尔西岛的一個燈塔。該燈塔建於1873年。它高33英尺（10米），直径18英尺（5.5米），具有安格尔西风车的风格，而且燈塔本身可能一開始就是风车。